# Włoska Konfederacja Pracowniczych Związków Zawodowych

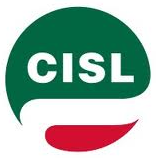
Logo CISL

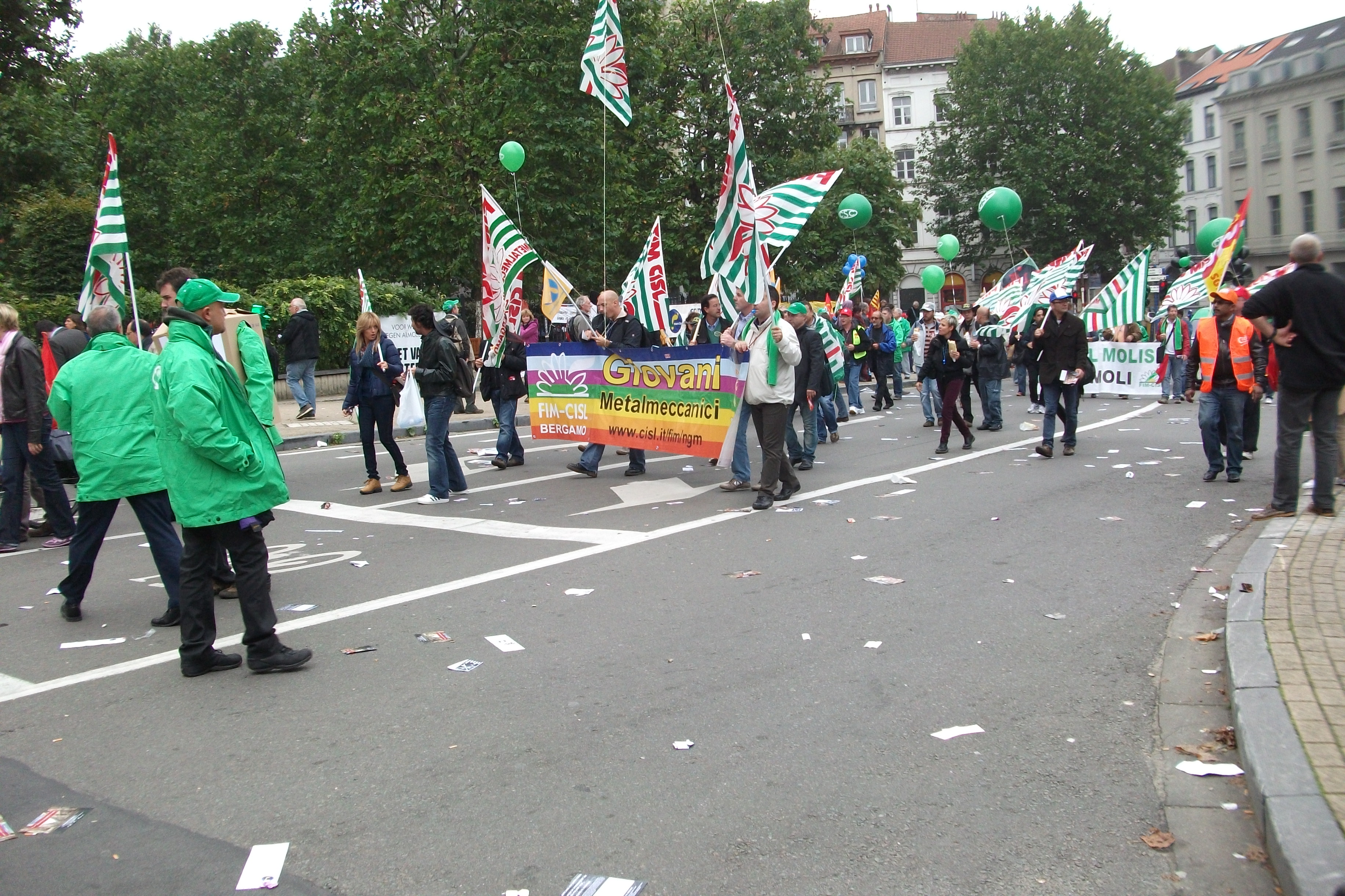
Manifestacja działaczy CISL w Brukseli (2010)

Włoska Konfederacja Pracowniczych Związków Zawodowych (wł. Confederazione Italiana Sindacati Lavoratori, CISL) – włoska federacja związków zawodowych, druga po CGIL najliczniejsza centrala związkowa we Włoszech.
CISL powstała w 1950 w wyniku połączenia dwóch federacji pracowniczych – Libera Confederazione Generale Italiana dei Lavoratori i Federazione Italiana del Lavoro, które powstały w wyniku rozłamów we Włoskiej Powszechnej Konfederacji Pracy. Od początku pozostawała powiązana ze środowiskami katolickimi i Chrześcijańską Demokracją. Konkuruje w szczególności z mającą komunistyczne korzenie CGIL. Uchodzi za organizację w większym stopniu nastawioną na negocjacje.
Federacja należy do Międzynarodowej Konfederacji Związków Zawodowych. Liczba członków skupionych w niej organizacji szacowana jest na 4,5 miliona.

## Sekretarze generalni
- 1950–1958: Giulio Pastore
- 1958–1977: Bruno Storti
- 1977–1979: Luigi Macario
- 1979–1985: Pierre Carniti
- 1985–1991: Franco Marini
- 1991–2000: Sergio D’Antoni
- 2000–2006: Savino Pezzotta
- 2006–2014: Raffele Bonanni[6]
- 2014–2021: Annamaria Furlan
- od 2021: Luigi Sbarra